# フランシスコ・セラーン
フランシスコ・セラーン (ポルトガル語: Francisco Serrão   1521年没) は、ポルトガル人の探検家。1512年にマラッカから現在のインドネシアにあたる東インド諸島を航海し、ヨーロッパ人として初めてモルッカ諸島に到達した。旅の途中で遭難しテルナテ王国に漂着したが、ここのスルターンであるバヤヌッラー王と友人になり、その顧問となった。その後セラーンはテルナテにとどまり、この地で没した。
世界一周航海で知られるフェルディナンド・マゼランは従弟にあたる。彼もセラーンの死とほぼ同時期にフィリピンで戦死している。

## 生涯
1511年、アフォンソ・デ・アルブケルケ率いるポルトガル人がマラッカを占領した。その後、彼は部下に「香料諸島」探索を命じ、3隻の船がマラッカを発ちバンダ諸島を目指した。アントニオ・デ・アブレウ率いる艦隊のうち一隻の艦長をセラーンが務めていた。バンダ諸島は当時知られていた唯一のナツメグの産地であった。ナツメグは香料、薬、保存剤として珍重され、ヨーロッパでは極めて高値で取引されていた。従来これはアラブ人商人がヴェネツィア人商人に法外な値段で売りつける形でヨーロッパに輸入されていたのだが、ポルトガル人は産地を一足飛びに押さえることで市場を独占しようとしたのである。
マレー人の水先案内人の案内のもと、遠征隊はジャワ島、小スンダ諸島を抜け、そこから北上してアンボン島を経由しバンダ諸島を目指した。ジャワ島東部のグレシックに着いたとき、セラーンはジャワ人女性と結婚した。この妻は後のセラーンの航海に同行した。1512年、彼の船が難破したが、何とかアンボンの北のルコ＝ピノ島（ヒトゥ島）にたどり着いた。遠征隊はバンダ諸島に1か月ほどとどまり、ナツメグやメース、それに中継貿易によってバンダにもたらされていたクローブを買い付けて船に満載した。セラーンは壊れた船の代わりに地元の貿易商から中国のジャンク船を買い、バンダ諸島を離れた。遠征隊のリーダーのアントーニオ・デ・アブレウはアンボン島へ向かったが、セラーンはモルッカ諸島をさらに深く進むことにした。
9人のポルトガル人と9人のインドネシア人を載せたセラーンの船は、スコールに見舞われた後に小島に座礁した。島の住民が船を漁ろうと船の残骸を調べ始めたので、セラーンらは丸腰の裕福な漂流者を装った。敵が近寄ってきたところでポルトガル人たちは反撃し打ち負かし、彼らに自分たちをアンボンへ連れて行くよう強いた。そしてセラーンの一行はヒトゥ島（現在はアンボン島の北部）に上陸した。
ヒトゥの有力な首長たちはセラーンのマスケット銃や射撃術に感心し、ポルトガル人を対岸のセラム島・ルフにいる勢力との戦争に利用しようとした。またポルトガル人は、食料や香辛料の買い手としても歓迎された。というのも、1511年にポルトガルがマラッカを占領したことで東南アジアの交易圏は混乱のうちにあり、モルッカ諸島の住民は買い手不足に悩んでいたためである。訪問者たちは同盟者として首長に雇われ、その活躍ぶりはヒトゥのライバルであるテルナテやティドレにも届いた。これらの国々は争ってヒトゥに使者を送り、ポルトガル人たちを勧誘した。
テルナテ王国を援助することになったセラーンはバヤヌッラー王のポルトガル人傭兵部隊の長となった。この時、テルナテ王国はモルッカ諸島の香辛料貿易の覇権を争う二大勢力のうちの一つだった。バヤヌッラーと親友になったセラーンは、万事について王に助言を与える顧問に任じられた。王から好待遇を受けたセラーンはテルナテにとどまることを決心し、マラッカに帰ろうとはしなかった。
セラーンはマラッカ経由でポルトガル本国にいる従弟フェルディナンド・マゼランに手紙を送って「香料諸島」の詳細を知らせ、マゼランがスペイン王を説き伏せて世界一周の旅を実現する後押しをした。マゼランは太平洋を渡ってフィリピンにまでやってきていたが、再会を果たす直前になって、奇妙にも二人はほぼ同時期に死亡した。マゼランはセブのマクタン島で戦死し、セラーンも詳細は分かっていないが、スルターンに毒を盛られたという説が示されている。